# Heinrich Degelo
Heinrich Degelo (* 1957 in Giswil) ist ein Schweizer Architekt.

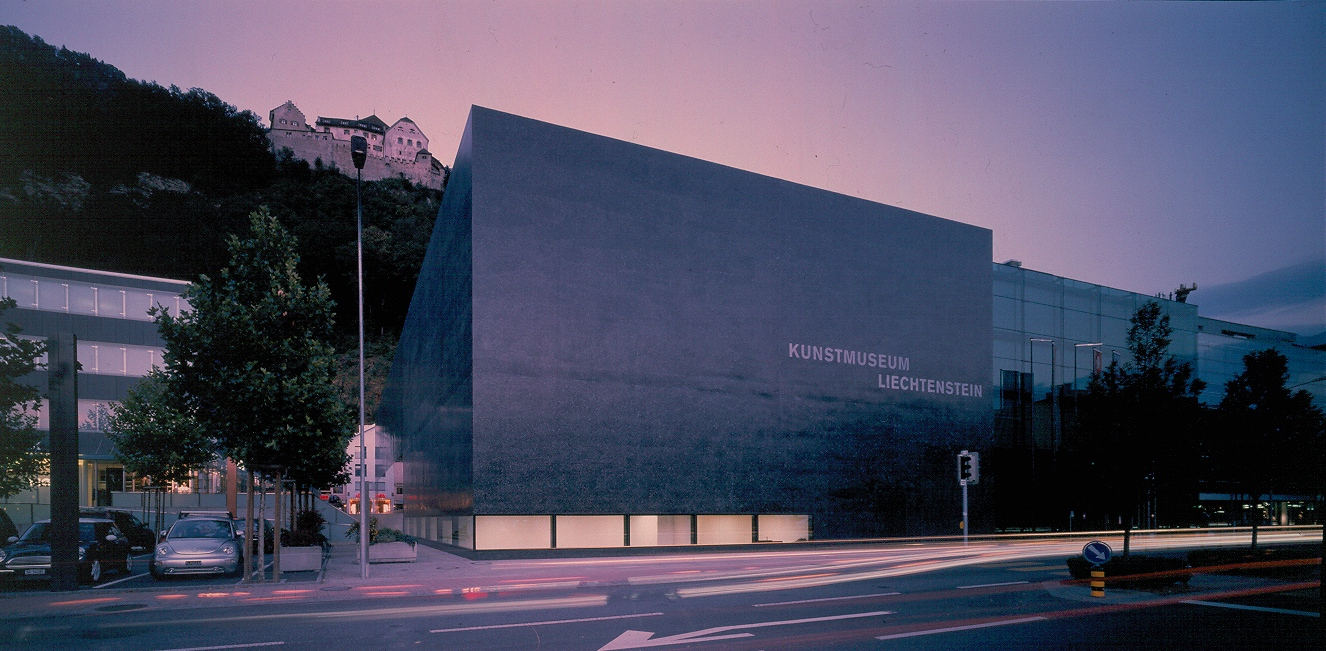
Kunstmuseum Liechtenstein

## Werdegang
Heinrich Degelo absolvierte zunächst von 1973 bis 1977 eine Möbelschreiner-Lehre. Zwischen 1980 und 1983 studierte er Innenarchitektur und Produktgestaltung an der Schule für Gestaltung Basel und hatte 1983/1984 Studienaufenthalte in den USA und Mexiko. Von 1984 bis 1986 arbeitete er bei Herzog & de Meuron und gründete 1988 mit Meinrad Morger ein Architekturbüro in Basel. Morger & Degelo wirkten vor allem im Bereich Umbauten und Renovierungen von Wohnhäusern. Charakteristisch für ihre Arbeit ist eine auf das Wesentliche reduzierte Form- und Farbgebung und die sichtbare Verwendung von Materialien, insbesondere Holz. Seit 2005 führt Degelo ein eigenes Architekturbüro (Degelo Architekten).

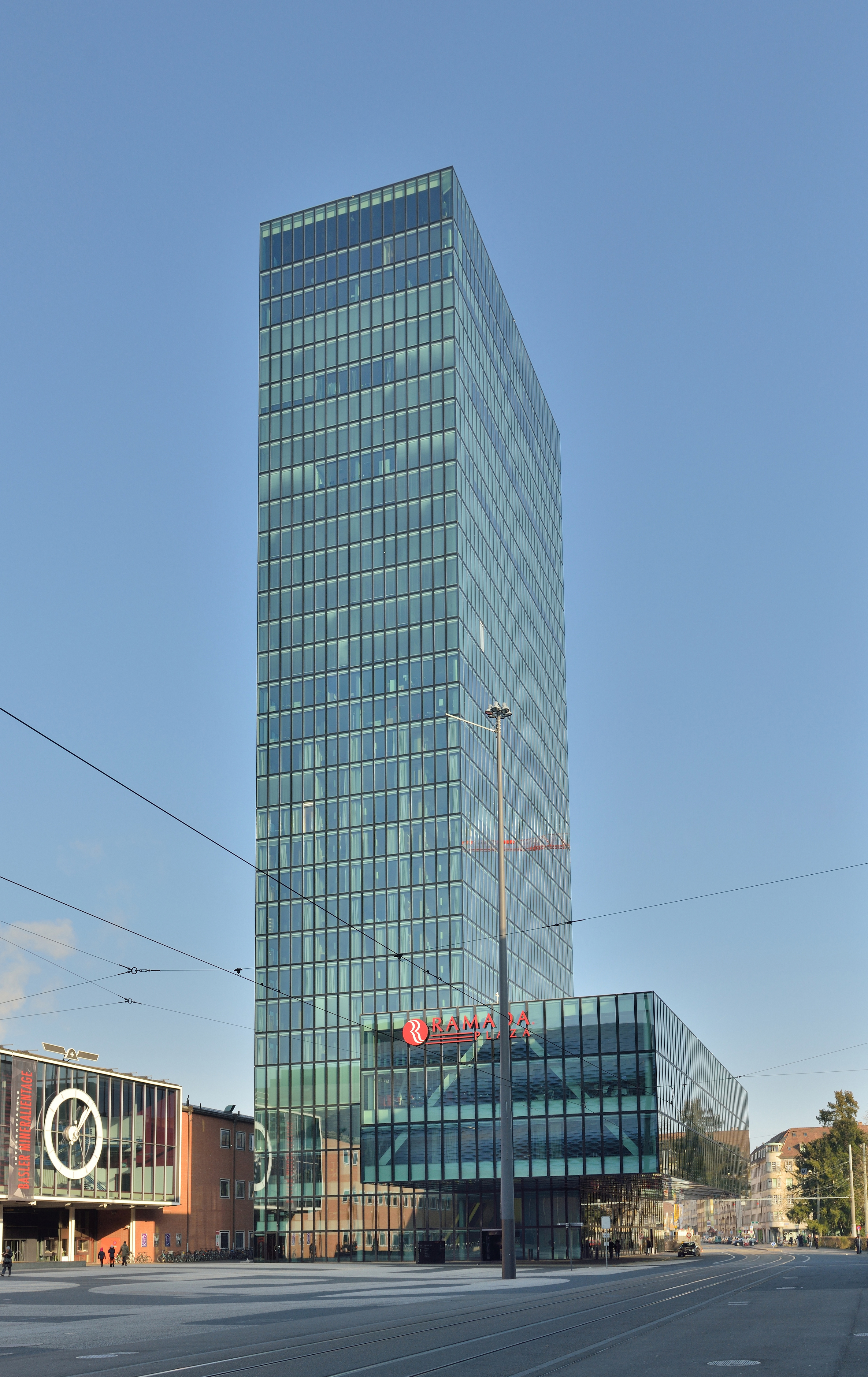
Messeturm Basel

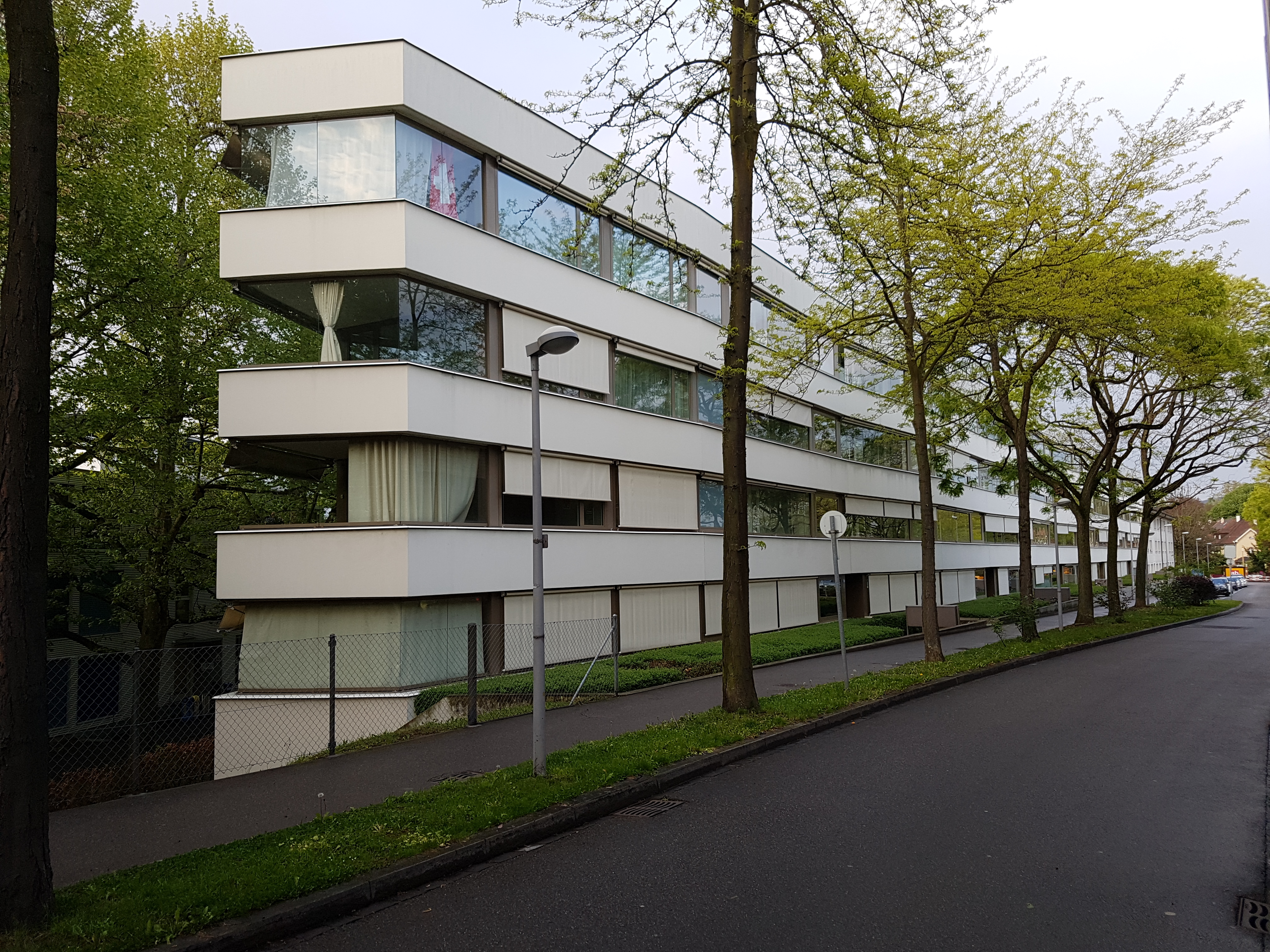
Wohnüberbauung St. Alban-Ring, Basel

## Bauten
Eine Auswahl von Degelos Bauten wurden von Ruedi Walti fotografisch dokumentiert.
Als Partner von Morger & Degelo:
- 1987–1988: Kindergarten Provisorium, Basel mit Gérard Prêtre[3]
- 1990–1991: Erweiterung Haus Trümphy-Meyer, Basel mit Gérard Prêtre
- 1991–1993: Überbauung Dreiroseb-Klybeck, Basel mit Renée Levi
- 1989–1994: Kommunales Wohnhaus, Basel mit Gérard Prêtre
- 1995–1996: Haus Nadolny, Dornach
- 1994–1997: Haus Rottmannsboden, Binningen
- 1997–1998: Haus in der Hub, Zürich
- 1998–1999: Haus Müller, Staufen[4]
- 1997–2000: Kunstmuseum Liechtenstein, Vaduz mit Christian Kerez und Ingenieur Joseph Schwartz[5]
- 1997–2001: Zwei Häuser am Singeisenhof, Basel
- 1999–2001: Wohnüberbauung St. Alban-Ring, Basel mit Günther Vogt[6]
- 1997–2002: Gemeindezentrum, Reinach
- 1997–2003: Messeturm Basel mit Daniele Marques
- 2002–2003: Haus Bischoffhöhe, Riehen
- 2002–2004: Atelier Morger & Degelo, Basel
- 2004–2005: Kernmatt, Binningen
- 1995–2014: Normierte Gebäude für Bahntechnik der SBB

Eigene Bauten:
- 2006–2007: Atelierhaus, Büsserach
- 2007–2010: Volta West, Basel mit Itten+Brechbühl
- 2009–2010: Erweiterung Kongresszentrum Davos (von Ernst Gisel) mit Ingenieur Joseph Schwartz[7]
- 2010–2013: Grosspeter Tower (ausgeführt von Burckhardt Partner)
- 2008–2015: Universitätsbibliothek Freiburg[8]
- 2014–2018: St. Jakobshalle

## Auszeichnungen und Preise
- 1992: Eidgenössisches Kunststipendium
- 1992: Auszeichnung für gute Bauten im Kanton Basel für Kindergarten Provisorium, Basel
- 1996: Hase in Silber für Kommunales Wohnhaus, Basel[9]
- 1997: Auszeichnung für gute Bauten im Kanton Basel für Kommunales Wohnhaus, Basel
- 1998: Auszeichnung für gute Bauten im Kanton Luzern für Haus Nadolny, Dornach
- 1998: Brunel Award für normierte Gebäude für Bahntechnik der SBB
- 2001: Auszeichnung Guter Bauten in der Ostschweiz & dem Fürstentum Liechtenstein für Kunstmuseum Liechtenstein, Vaduz
- 2002: Anerkennung – Balthasar-Neumann-Preis für Kunstmuseum Liechtenstein, Vaduz
- 2004: Häuser Award, Haus des Jahres für Haus Schröder, Staufen
- 2006: Vorstellung des Messeturm Basel in Best Architects 07
- 2008: best architects 09 award für Atelierhaus Büsserach[10]
- 2009: best architects 10 award für Volta West
- 2010: Auszeichnung gute Bauten für das Wohn- und Atelierhaus Büsserach[11]
- 2011: best architects 12 award für Erweiterung Kongresszentrum Davos[12]
- 2017: Hugo-Häring-Auszeichnung für die Universitätsbibliothek Freiburg[13]

## Ehemalige Mitarbeiter
- Daniel Buchner

## Bücher
- Institut gta (Hrsg.): Morger & Degelo. Haus Müller in Staufen 1998-99. gta Verlag, Zürich 1999 mit Beiträgen von Werner Oechslin und Hubertus Adam
- J. Christoph Bürkle (Hrsg.): Morger & Degelo Architekten. Niggli, Zürich 2000, ISBN 3-7212-0345-3.
- Kunstmuseum Lichtenstein. Lars Müller Publishers, Baden 2000
- Markus Breitschmid (Hrsg.): Three Architects in Switzerland: Beat Consoni – Morger & Degelo – Valerio Olgiati. Quart Verlag, Luzern 2008, ISBN 978-3-907631-88-1